# Marte 1M

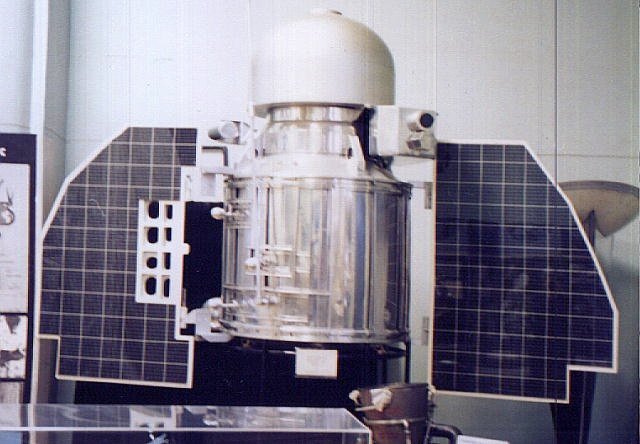
A espaçonave Marte 1M.

Marte 1M foi a designação de uma série de duas espaçonaves não tripuladas da União Soviética usadas nas primeiras missões destinadas a explorar o planeta Marte. Ambas foram lançadas usando o foguete Molniya.

## Missões
- Marte 1960A (Marte 1M No.1) - Também conhecida como: Marsnik 1, Marte 1960A e Korabl 4, foi destruida numa falha no lançamento em 10 de Outubro de 1960.
- Marte 1960B (Marte 1M No.2) - Também conhecida como: Marsnik 2, Marte 1960B e Korabl 5, foi lançada em 14 de Outubro de 1960 mas não atingiu a órbita de espera pretendida. Chegou a 120 km de altitude e depois reentrou na atmosfera.